# Старопесьяное
Старопесьяное — деревня в Варгашинском районе Курганской области. Входит в состав Варгашинского поссовета.

## История
До 1917 года входила в состав Моревской волости Курганского уезда Тобольской губернии. По данным на 1926 год состояла из 174 хозяйств. В административном отношении являлась центром Старопесьянского сельсовета Варгашинского района Курганского округа Уральской области.

## Население
| 1912 | 1926 | 1989 | 2002 | 2010 |
| ---- | ---- | ---- | ---- | ---- |
| 1013 | ↘851 | ↘28  | ↘7   | ↘1   |

По данным переписи 1926 года в деревне проживало 851 человек (420 мужчин и 431 женщина), в том числе: русские составляли 100 % населения.